# ساخت، پدیدآیی و تحول شخصیت
ساخت، پدیدآیی و تحول شخصیت کتابی با ترجمه و تدوین محمود منصور است که اولین بار در سال ۱۳۶۸ منتشر و در مراسم کتاب سال جمهوری اسلامی ایران به‌عنوان کتاب برگزیده معرفی شد. این کتاب بعدها از سوی انتشارات سمت بازنشر شد.

## نویسندگان
این کتاب شامل مطالبی از ریچارد مای‌لی و پی‌یر روبرتو است.